# HO Hamikovo O.Z. Hamuliakovo
A HO Hamikovo O.Z. Hamuliakovo egy szlovák jégkorongcsapat Gutoron. A klub a harmadosztályú 2. hokejová liga nyugati csoportjában játszik.

## Története
A gutori jégcsarnok 2009-es megépülése után a HO Hamikovo Hamuliakovo klubot 2010-ben alapították. A harmadosztályú 2. hokejová ligában a 2011-12-es szezontól kezdődően játszik.

## Helyezések
2. hokejová liga – 7 szezon
- 5. hely: 2012/13
- 7. hely: 2013/14
- 9. hely: 2021/22, 2023/24

- 11. hely: 2011/12
- 14. hely: 2022/23
- 17. hely: 2014/15

## Statisztikák
| Főcsoport (A csoport) | Főcsoport (A csoport) | Főcsoport (A csoport) | Főcsoport (A csoport) | Főcsoport (A csoport) | Főcsoport (A csoport) | Főcsoport (A csoport) | Főcsoport (A csoport) | Főcsoport (A csoport) | Alsóház (D csoport) | Alsóház (D csoport) | Alsóház (D csoport) | Alsóház (D csoport) | Alsóház (D csoport) | Alsóház (D csoport) | Alsóház (D csoport) | Alsóház (D csoport) | Rájátszás                   | Rájátszás                   | Rájátszás                   |
| Szezon                | LM                    | GY                    | GY. H.                | V. H.                 | V                     | G                     | P                     | Helyezés              | LM                  | GY                  | GY. H.              | V. H.               | V                   | G                   | P                   | Helyezés            | Negyeddöntő                 | Elődöntő                    | Döntő                       |
| --------------------- | --------------------- | --------------------- | --------------------- | --------------------- | --------------------- | --------------------- | --------------------- | --------------------- | ------------------- | ------------------- | ------------------- | ------------------- | ------------------- | ------------------- | ------------------- | ------------------- | --------------------------- | --------------------------- | --------------------------- |
| 2023–24               | 12                    | 3                     | 1                     | 0                     | 8                     | 47-68                 | 11                    | 5.                    | 6                   | 4                   | 0                   | 0                   | 2                   | 35-25               | 14                  | 2.                  | -                           | -                           | -                           |
| 2024–25               | 14                    | 3                     | 0                     | 0                     | 11                    | 43:85                 | 9                     | 7.                    | 12                  | 5                   | 0                   | 0                   | 7                   | 48:50               | 15                  | 4.                  | Nem jutott be a rájátszásba | Nem jutott be a rájátszásba | Nem jutott be a rájátszásba |

## Nézettség
| Szezon  | Teljes nézőszám | Átlagos nézőszám | Helyezés a ligában |
| ------- | --------------- | ---------------- | ------------------ |
| 2023–24 | 334             | 37               | 13.                |
| 2024–25 | 188             | 26               | 15.                |